# Rémérangles
Rémérangles is een gemeente in het Franse departement Oise (regio Hauts-de-France) en telt 225 inwoners (2004). De plaats maakt deel uit van het arrondissement Clermont.

## Geografie
De oppervlakte van Rémérangles bedraagt 8,3 km², de bevolkingsdichtheid is 27,1 inwoners per km².
De onderstaande kaart toont de ligging van Rémérangles met de belangrijkste infrastructuur en aangrenzende gemeenten.

## Demografie
Onderstaande figuur toont het verloop van het inwonertal (bron: INSEE-tellingen).